# Bissen

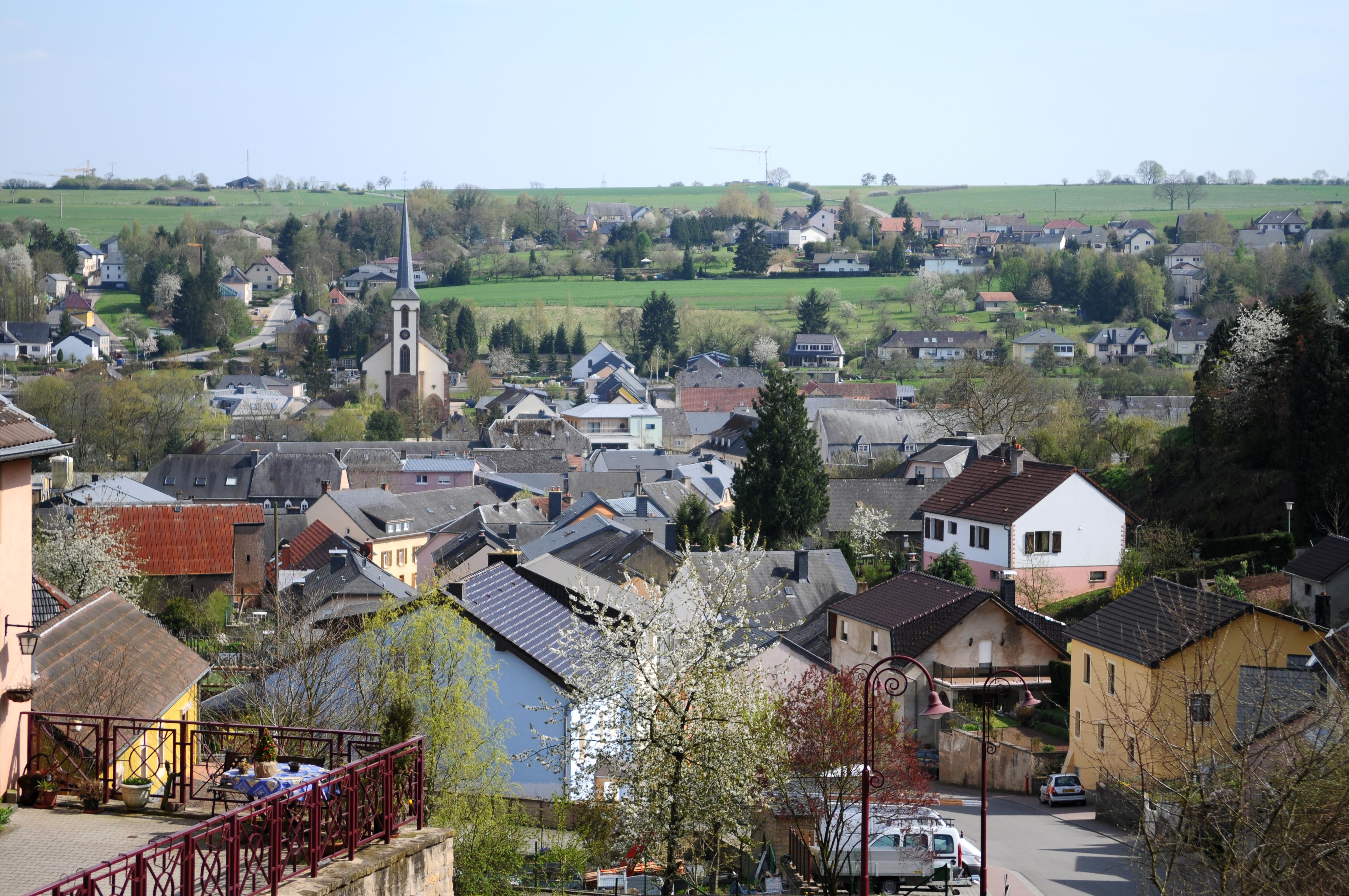
Bissen, vom Woberg her

Bissen (luxemburgisch Biissenⓘ) ist eine Gemeinde im Großherzogtum Luxemburg und gehört zum Kanton Mersch.

## Zusammensetzung der Gemeinde
Die Gemeinde Bissen besteht aus den Ortschaften Bissen und Roost.
Sie gehört folgenden Gemeindeverbänden an: SICONA-Centre, SIDEC, SIDEN, SIGI, SYVICOL.

## Geographie
Bissen liegt an der Attert im Kanton Mersch. Von der Gesamtfläche von 2.075 ha bestehen 586,93 ha aus Wald.

## Politik
Die Gemeinde Bissen wird von der Bürgerliste „Är Leit“ regiert, welche im Gemeinderat durch eine absolute Mehrheit vertreten ist.
Zur Kommunalwahl im Juni 2023 kandidierten zwei Listen, eine Parteiliste und eine Bürgerliste. Beide Listen schafften den einzug in den Gemeinderat.
| Partei                                  | Sitze: 11 | Stimmenanteil | Stimmenanteil                                                                                         |
| --------------------------------------- | --------- | ------------- | --- |
| Är Leit                                 | 8         | 69,1 %        | Gemeinderatswahl Bissen 2023 %706050403020100 69,1 % (+20,91 %p)30,9 % (−20,91 %p) Är LeitCSV20182023 |
| Chrëschtlech-Sozial Vollekspartei (CSV) | 3         | 30,9 %        | Gemeinderatswahl Bissen 2023 %706050403020100 69,1 % (+20,91 %p)30,9 % (−20,91 %p) Är LeitCSV20182023 |

## Geschichte
Die Existenz von Bissen wird durch ein Dokument aus dem Jahr 960 belegt, in dem die Unabhängigkeit der Pfarrei Mersch erwähnt wird. Somit konnte die Pfarrei im Jahre 1960 ihr tausendjähriges Bestehen feiern.

## Gemeindeselbstverwaltung
Der Gemeinderat setzt sich aus folgenden Personen zusammen:
- David Viaggi, Bürgermeister
- Roger Saurfeld, 1. Schöffe
- Cindy Barros Dinis, 2. Schöffin
- Loïc Brune, Gemeinderat
- Kevin Englebert, Gemeinderat
- Georges Lucius, Gemeinderat
- Joseph Koecher, Gemeinderat
- Béatrice Horsmans-Kabers, Gemeinderätin
- Carlo Mulbach, Gemeinderat
- Christian Hoscheid, Gemeinderat
- Joëlle Kraus-Fagny, Gemeinderätin

## Bürgermeister
- 1982–1984: Guill Feith
- 1985–1987: Mathias Schmitz
- 1988–1999: Ernest Wendel
- 1999–2000: Roger Schmit
- 2000–2001: Arlette Schmit-Weber
- 2001–2005: Camille Petry
- 2005–2011: Aloyse Bauer
- 2011–2019: Jos Schummer
- seit 2019: David Viaggi

## Söhne und Töchter der Stadt
- Carlo Hommel (* 24. September 1953 in Bissen; † 8. März 2006), Organist

## Verschiedenes
- Sehenswert ist die Orgel der Pfarrkirche, die 1891 von den Gebrüdern Müller gebaut worden ist.
- Verursacher und die Art und Weise der Beseitigung einer langjährigen illegalen Reifenmülldeponie nahe der Attert sind bis heute ungeklärt geblieben.[4]